# Eduard VI.
Eduard VI. (Hampton Court Palace, 12. listopada 1537. – Greenwich Palace, 6. srpnja 1553.), engleski kralj te jedini muški nasljednik Henrika VIII. U njega se polagalo velike nade, prvenstveno da će nastaviti dinastiju Tudor.

## Odrastanje
Bio je sin engleskog kralja Henrika VIII. i Jane Seymour koja je umrla dvanaest dana po njegovu rođenju. Nekoliko dana nakon rođenja dobio je titulu Princa od Walesa koja ga je automatski označila kao Henrikova nasljednika. Njegov rani odgoj preuzela je na sebe, nakon što je postala Henrikova šesta supruga, Katarina Parr. Eduard je bio vrlo boležljivo dijete i pretpostavlja se da je patio od tuberkuloze. Iz tih razloga Eduarda su držali prilično izolirano od ostalih vršnjaka te se Eduard slijedom toga silno želio izboriti za svoju slobodu.  

### Humanističko obrazovanje
Usprkos boležljivosti Eduard je bio inteligentno dijete koje je za učitelje imao neke od najvećih umova u Engleskoj onog vremena, a već sa sedam godina govorio je i pisao grčki i latinski, a kasnije i francuski jezik. Obrazovanje koje je primao bilo je humanističko i pod utjecajem reformacije u Njemačkoj i Nizozemskoj. 

## Prvi protestantski kralj Engleske
Henrik VIII. umro je 28. siječnja 1547. godine i Eduard je naslijedio krunu u dobi od devet godina. Uzevši u obzir da je bio maloljetan, u njegovo ime vladalo je Regentsko vijeće u kojem su većinu imale osobe naklonjene vjerskoj reformaciji. Okrunjen je u Westminsterskoj opatiji 20. veljače 1547. godine. Glavnu ulogu u Regentskom vijeću igrao je Lord protektor na koje mjesto je imenovan Edward Seymour, Eduardov ujak i brat pokojne majke Jane Seymour, koji je ujedno imao najveće ovlasti i bio u to vrijeme stvarni vladar Engleske.

### Utjecaj Thomasa Cranmera
Veliki utjecaj na mladog Eduarda imao je Thomas Cranmer, nadbiskup canterburyjski koji je bio vjerski i politički usmjeren ka protestantizmu i koji je utjecao da se mnogi katolički vjerski običaji počnu zamjenjivati protestantskim. U tome je veliku ulogu odigrala Knjiga molitvi (Book of Common Prayer). No utjecaj Thomasa Cranmera nije imao samo vjerske posljedice nego je utjecao i na političke i zakonodavne odluke Regentskog vijeća, napose Zakonom o uniformnosti (Act of Uniformity) kojima su se u politički i vjerski život Engleske počeli uvoditi protestantski običaji što je utjecalo na antagoniziranje katolika i protestanata. To je dovelo i do ustanaka u pojedinim dijelovima Engleske, koja je tada još uvijek bila pretežno katolička, a koji ustanci su krvavo ugušeni tako da su pojedina područja Engleske opustošena i lišena muškog stanovništva zbog masovnih likvidacija.

### Utjecaj Johna Dudleya
Nakon pada Edwarda Seymoura, na čelo Regentskog vijeća došao je John Dudley, grof od Warwicka, kasnije tituliran vojvodom od Northumberlanda. Njegovim imenovanjem za lorda protektora došlo je do još strožeg i čvršćeg uvođenja protestantizma u Engleskoj. Izdano je novo izdanje Biblije i uklanjani su svi katolički simboli iz crkava, a u bogoslužje je uvedena isključivo Knjiga molitvi (Book of Common Prayer). Također su sa svojih položaja uklonjeni i svi katolički usmjereni biskupi i konfiscirani crkveni zemljoposjedi koji su podijeljeni novoj protestantskoj aristokratskoj eliti među kojom se naročito obogatio i vojvoda od Northumberlanda. Glavni predstavnici opozicije su i fizički likvidirani.

## Pitanje nasljednika
Tijekom siječnja 1553. godine kod Eduarda je došlo do prve pojave simptoma, pretpostavlja se, tuberkuloze i vrlo brzo su se simptomi pretvorili u agoniju. Tijekom njegove agonije postavljalo se pitanje nasljednika jer Eduard i silno ambiciozni vojvoda od Northumberlanda, bojeći se restauracije katolicizma, nisu željeli da krunu naslijede Eduardove polusestre, katolkinja Marija ili Elizabeta. Nakon Marije i Elizabete sljedeća u nasljednoj liniji po volji Henrika VIII. bila je gospa Frances Brandon (kći sestre Henrika VIII. i Charlesa Brandona). Niti ona nije bila po volji vojvode od Northumberlanda jer se bojao da bi njezin suprug Henry Grey mogao tražiti krunu za sebe. Stoga je odluka pala na njihovu kćer gospu Jane Grey koja je bila udana za vojvodinog sina i putem koje je vojvoda od Northumberlanda želio vladati i očuvati svoju moć.
Stoga je vojvoda izdao zapovijed sucima da prije Eduardove smrti sastave oporuku prema kojoj bi krunu naslijedila gospa Jane Grey, a nakon nje njezini muški nasljednici. Marija i Elizabeta bile su isključene iz nasljedne linije zbog toga što su bile rođene u poništenim brakovima Henrika VIII. pa stoga nisu bile zakonite kćeri.

## Smrt
Usprkos, za one uvjete, dobroj liječničkoj njezi, Eduardovo stanje se jako pogoršalo i Eduard je umro 6. srpnja 1553.g. Više je pretpostavki koji su uzroci doveli do njegove smrti: tuberkuloza, sifilis (od kojeg je navodno bolovao i njegov otac Henrik VIII.) ili trovanje arsenom. 10. srpnja 1553. objavljena je njegova smrt i proklamirano je da je njegova nasljednica Jane Grey koja je vladala samo devet dana.

## Legende
Nakon njegove smrti dugo vremena kružile su glasine da Eduard ustvari nije mrtav nego živi pod drugim imenom. Ta legenda potakla je američkog pisca Marka Twaina da u 19. stoljeću napiše roman Kraljević i prosjak koji je bio predložak i za neke od igranih i animiranih filmova tijekom 20. stoljeća.
| Prethodnik Henrik VIII. | Kralj Engleske | Nasljednik Jane Grey |